# Коронний хрест
Коронний хрест — символ Діяконії Німеччини (Diakonie Deutschland), Діяконії Австрії (Diakonie Österreich), польської Діяконії та європейської асоціації Євродіяконія (Eurodiaconia).
Символ був розроблений Річардом Боландом у 1925 році для внутрішньої місії. Символ був утворений шляхом поєднання перших літер внутрішньої місії, де I утворює поздовжню смугу, а уніціальна М утворює поперечину зі структурою. Після заснування Diakonisches Werk вона прийняла коронний хрест.
Хрест є посиланням на труднощі та смерть, корона вказує на надію та воскресіння. Поєднання двох елементів має на меті вселити впевненість у тому, що труднощі та смерть можна подолати через віру в Ісуса Христа.
Коронний хрест Діяконії в золоті та Коронний хрест у Діяконії в сріблі — це нагороди Diakonisches Werk за багаторічне служіння в церкві та дияконії.
Золоті коронні хрести у вигляді шпильок у формі брошки або лацкана із золота 585 проби виготовляються вручну в майстернях фонду kreuznacher diakonie в Асбасі (Біркенфельд).
Символ захищений законодавством про товарні знаки на користьПротестантської агенції дияконії та розвитку.

## Геральдика
Коронний хрест як символ дияконії був включений до гербів деяких місць, які характеризуються установами внутрішньої місії або дияконії. Це негеральдична фігура в геральдиці. Показано стовп із прикріпленою короною. Може описуватися як стовп у короні. Корона витримана строго просто.
У межах геральдики дозволені всі тинктури.
Фігуру герба можна відрізнити від корони з хрестом.

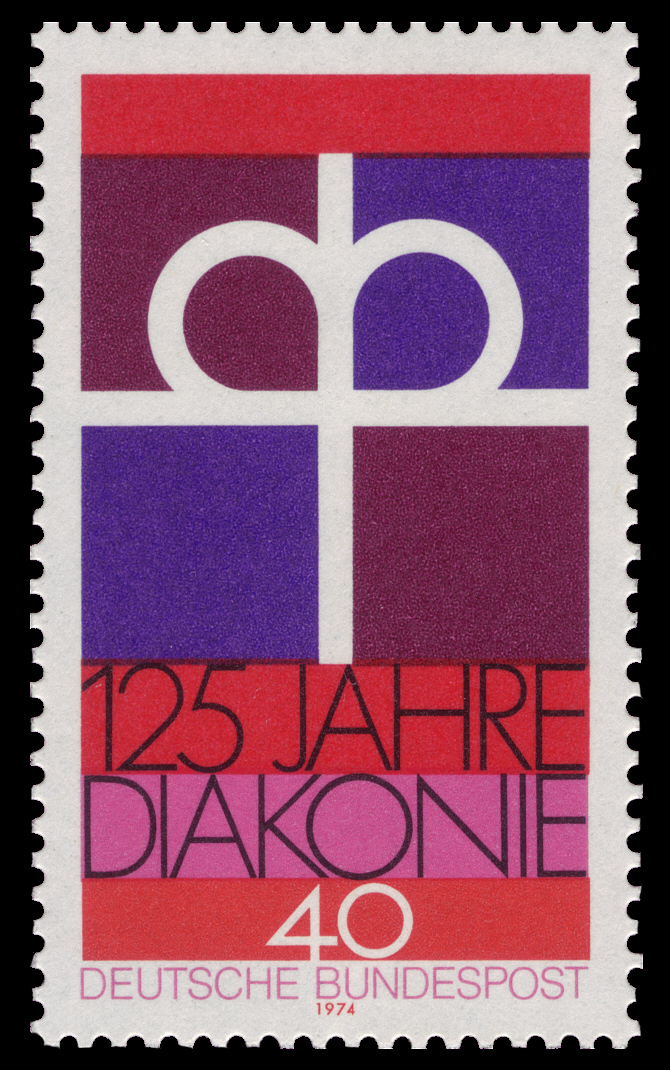
Коронний хрест в ювілейній марці до 125-ліття Дияконії
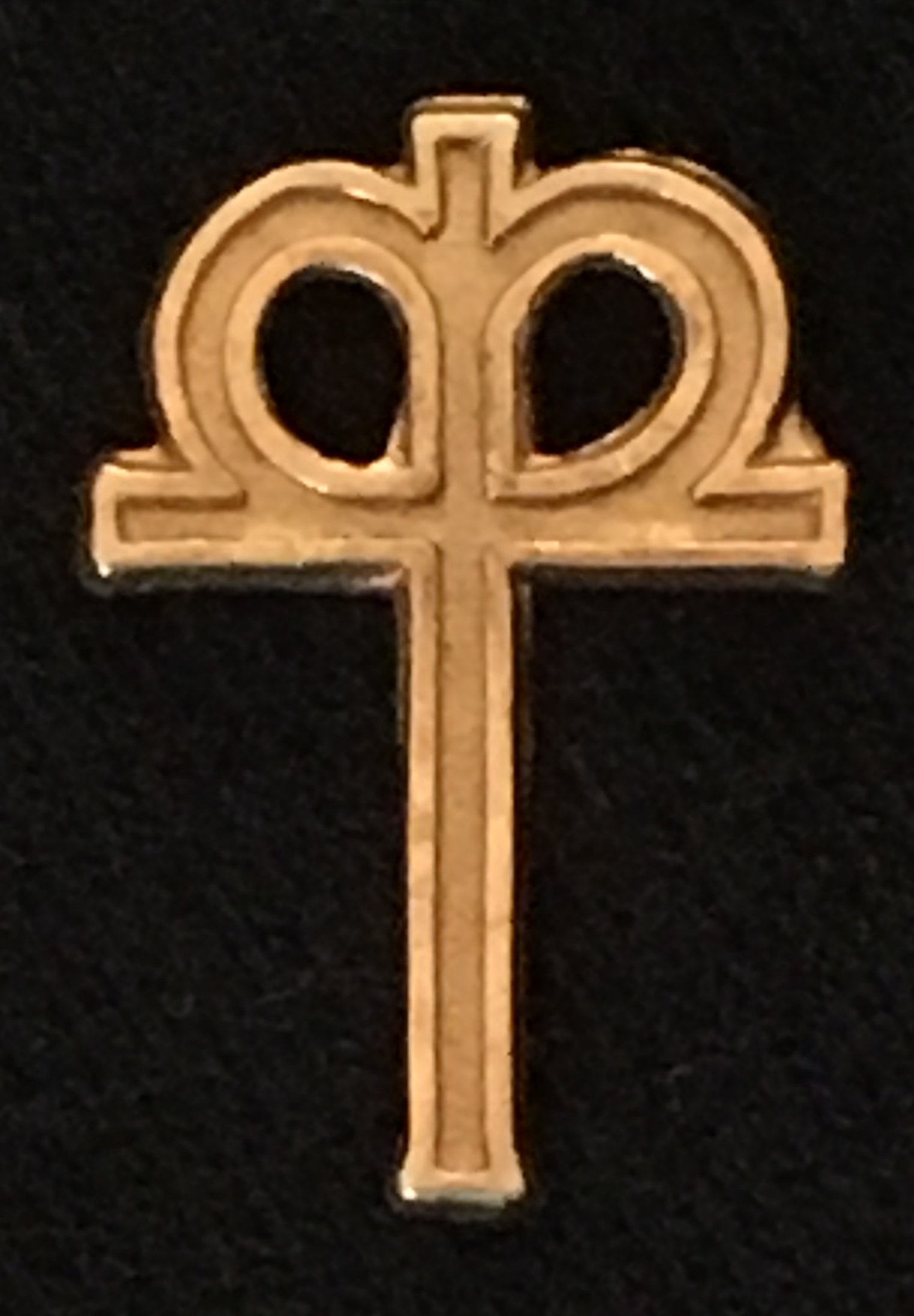
Нагорода: Коронний Хрест Діяконії в золоті
Буккенгоф
Ріклінг
Волмердінгсен

## Веб-посилання
- Kronenkreuz в Heraldik-Wiki